# Howhannes Hambarcumian
Howhannes Sarkisi Hambarcumian (orm. Հովհաննես Համբարձումյան, ur. 4 października 1990 w Erywaniu) – piłkarz ormiański grający na pozycji prawego obrońcy. Od 2023 jest zawodnikiem klubu Noah Erywań.

## Kariera klubowa
Swoją karierę piłkarską Hambarcumian rozpoczął w klubie Bananc Erywań. W sezonie 2008 został włączony do kadry pierwszego zespołu i wtedy też zadebiutował w ormiańskiej ekstraklasie. W sezonie 2010 stał się podstawowym zawodnikiem Bananca. Wraz z Banancem wywalczył tytuł mistrza Armenii w sezonie 2013/2014, a także wicemistrzostwo tego kraju w 2010 roku. W 2009 i 2010 wystąpił w przegranych finałach Pucharu Armenii.
Latem 2014 roku Hambarcumian podpisał kontrakt z macedońskim klubem Wardar Skopje. W sezonach 2014/2015, 2015/2016 i 2016/2017 wywalczył z nim trzy mistrzostwa Macedonii Północnej z rzędu, a w sezonie 2017/2018 został wicemistrzem tego kraju. W latach 2018–2020 był zawodnikiem cypryjskiego klubu Enosis Neon Paralimni. Z kolei w latach 2020-2023 występował w Anorthosisie Famagusta. W sezonie 2020/2021 zdobył z nim Puchar Cypru. W 2023 wrócił do Armenii i został zawodnikiem klubu Noah Erywań.
| Sezon   | Klub                  | Kraj               | Rozgrywki                 | Mecze | Bramki |
| ------- | --------------------- | ------------------ | ------------------------- | ----- | ------ |
| 2008    | Bananc Erywań         | Armenia            | Barcragujn chumb          | 1     | 0      |
| 2009    | Bananc Erywań         | Armenia            | Barcragujn chumb          | 15    | 1      |
| 2010    | Bananc Erywań         | Armenia            | Barcragujn chumb          | 25    | 1      |
| 2011    | Bananc Erywań         | Armenia            | Barcragujn chumb          | 26    | 1      |
| 2012/13 | Bananc Erywań         | Armenia            | Barcragujn chumb          | 36    | 7      |
| 2013/14 | Bananc Erywań         | Armenia            | Barcragujn chumb          | 27    | 4      |
| 2014/15 | Wardar Skopje         | Macedonia Północna | Prwa liga                 | 27    | 3      |
| 2015/16 | Wardar Skopje         | Macedonia Północna | Prwa liga                 | 26    | 7      |
| 2016/17 | Wardar Skopje         | Macedonia Północna | Prwa liga                 | 12    | 1      |
| 2017/18 | Wardar Skopje         | Macedonia Północna | Prwa liga                 | 14    | 2      |
| 2018/19 | Enosis Neon Paralimni | Cypr               | Protathlima A’ Kategorias | 24    | 1      |
| 2019/20 | Enosis Neon Paralimni | Cypr               | Protathlima A’ Kategorias | 18    | 3      |
| 2020/21 | Anorthosis Famagusta  | Cypr               | Protathlima A’ Kategorias | 21    | 2      |
| 2021/22 | Anorthosis Famagusta  | Cypr               | Protathlima A’ Kategorias | 26    | 3      |
| 2022/23 | Anorthosis Famagusta  | Cypr               | Protathlima A’ Kategorias | 17    | 1      |

## Kariera reprezentacyjna
W reprezentacji Armenii Hambarcumian zadebiutował 11 sierpnia 2010 w przegranym 1:3 towarzyskim meczu z Iranem, rozegranym w Erywaniu. W 76. minucie tego meczu zmienił Aghwana Mykyrtcziana.